# Philippa Boyens
Philippa Boyens, MNZM, es una guionista y productora neozelandesa. Escribió junto a Peter Jackson y Fran Walsh los guiones de la trilogía cinematográfica basada en la novela de J. R. R. Tolkien, El Señor de los Anillos, cuya tercera parte le valió al trío un Óscar en la 76.ª edición de los Premios Óscar celebrados en 2004. Boyens ha trabajado en otros proyectos de Jackson como la versión de King Kong estrenada en 2005 o la adaptación de la novela de Alice Sebold, The Lovely Bones (2009).

## Filmografía

### Como guionista
- El Señor de los Anillos: la Comunidad del Anillo (2001)
- El Señor de los Anillos: las dos torres (2002)
- El Señor de los Anillos: el retorno del Rey (2003)
- King Kong (2005)
- Brokeback Mountain (2005).
- The Lovely Bones (2009)
- El hobbit: un viaje inesperado (2012)
- El hobbit: la desolación de Smaug (2013).
- El hobbit: la batalla de los Cinco Ejércitos (2014).
- Mortal Engines (2018)

### Como productora
- King Kong (2005)
- District 9 (2009)
- The Lovely Bones (2009)
- El hobbit: un viaje inesperado (2012)
- El hobbit: la desolación de Smaug (2013)
- El hobbit: la batalla de los Cinco Ejércitos (2014)
- Merlín (2022)

### Bandas sonoras
- El Señor de los Anillos: el retorno del Rey (2003, letras de «The Edge of Night» y «The Green Dragon»).

## Premios y distinciones
Premios Óscar
| Año  | Categoría            | Película                                         | Resultado |
| ---- | -------------------- | ------------------------------------------------ | --------- |
| 2002 | Mejor guion adaptado | El Señor de los Anillos: la Comunidad del Anillo | Nominada  |
| 2004 | Mejor guion adaptado | El Señor de los Anillos: el retorno del Rey      | Ganadora  |